# Nomada tibialis
Nomada tibialis là một loài Hymenoptera trong họ Apidae. Loài này được Cresson mô tả khoa học năm 1865.